# David Zuniga

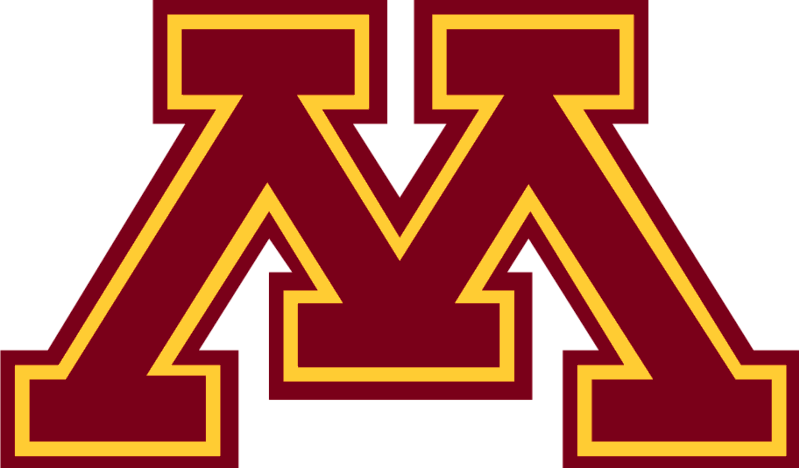
Zawodnik Minnesota Golden Gophers

David Santos Zuniga (ur. 1 marca 1968) – zapaśnik amerykański w stylu klasycznym. Olimpijczyk z Atlanty 1996, zajął 10. miejsce w wadze do 62 kg. Cztery razy brał udział na mistrzostwach świata, czwarty w 1994. Dwukrotny medalista igrzysk panamerykańskich z 1995 i 1999. Trzeci na mistrzostwach panamerykańskich w 1994. Drugie miejsce w Pucharze Świata w 1994; czwarte w 1993 i piąte w 1995 roku.
Zawodnik Worland High School z Worland i University of Minnesota. Dwa razy All-American (1990, 1991) w NCAA Division I, drugi w 1990; siódmy w 1991 roku.